# باكيسنوف
باكيسنوف أو باكيخانوف هي مستوطنة وبلدية في باكو في أذربيجان. سميت باسم عباسولو باكيخانوف ويبلغ عدد سكانها 70923 نسمة.
قبل عام 1992، كانت تعرف باسم ستيبان رازين، نسبةً لزعيم انتفاضة القوزاق ستيبان رازين.